# بطولة أمريكا المفتوحة 1995 - الزوجي المختلط
في بطولة أمريكا المفتوحة 1995 - الزوجي المختلط فاز كل من ميريديث ماكغراث ومات لوسينا على جيجي فرنانديز وسيريل سوك في المباراة النهائية بنتيجة 6–4، 6–4.

## التوزيع
1. لاريسا نيلاند /  مارك وودفورد (الجولة الأولى)
2. ليزا ريموند /  مارك نولز (الجولة الأولى)
3. جيجي فرنانديز /  سيريل سوك (النهائي)
4. بريندا شولتس مكارثي /  ريك ليتش (ربع النهائي)
5. إلنا رايناخ /  باتريك غالبريث (الجولة الأولى)
6. مارتينا نافراتيلوفا /  جوناثان ستارك (تنس) (ربع النهائي)
7. مانون بوليجراف /  تريفور كرونمان (الجولة الأولى)
8. ماري جو فرنانديز /  ساندون ستول (انسحاب)

## المباريات

### مفتاح
- Q = متأهل Qualifier
- WC = وايلد كارد Wild Card
- LL = خاسر محظوظ Lucky Loser
- Alt = بديل Alternate
- SE = Special Exempt
- PR = تصنيف محمي Protected Ranking
- w/o = فوز سهل Walkover
- r = انسحاب Retired
- d = Defaulted
- SR = Special ranking
- ITF = ITF entry
- JE = Junior exempt

### النهائي
| النهائي |                            |   |   |  |
|         |                            |   |   |  |
|         |                            |   |   |  |
| 3       | جيجي فرنانديز سيريل سوك    | 4 | 4 |  |
|         | ميريديث ماكغراث مات لوسينا | 6 | 6 |  |